# Ercole Ferrata

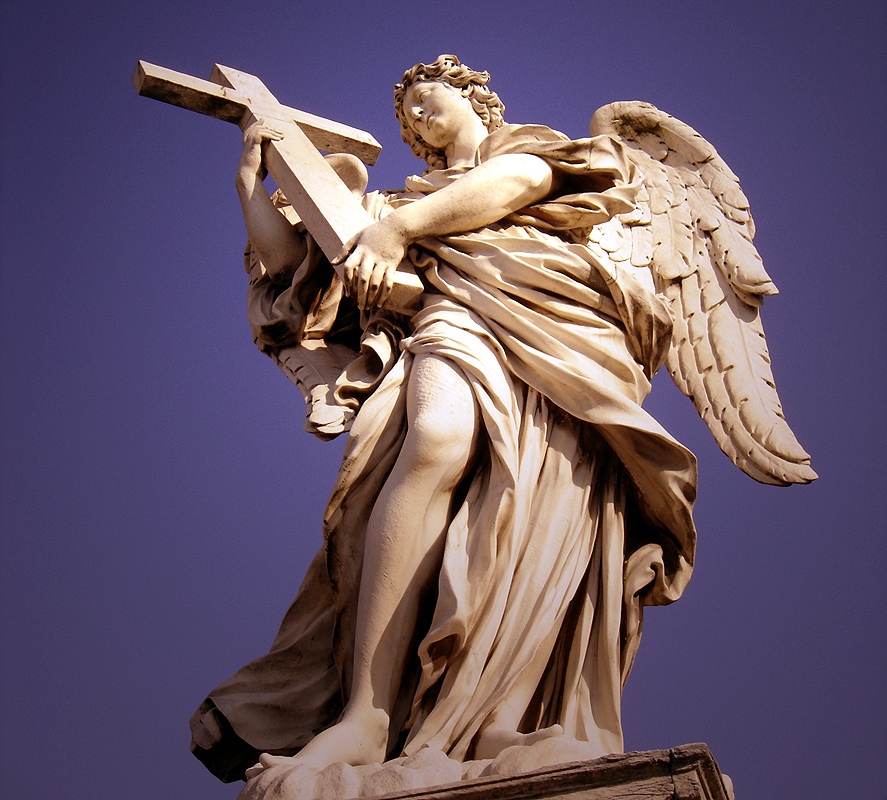
Ángel de la Cruz, Puente Sant'Angelo, Roma.

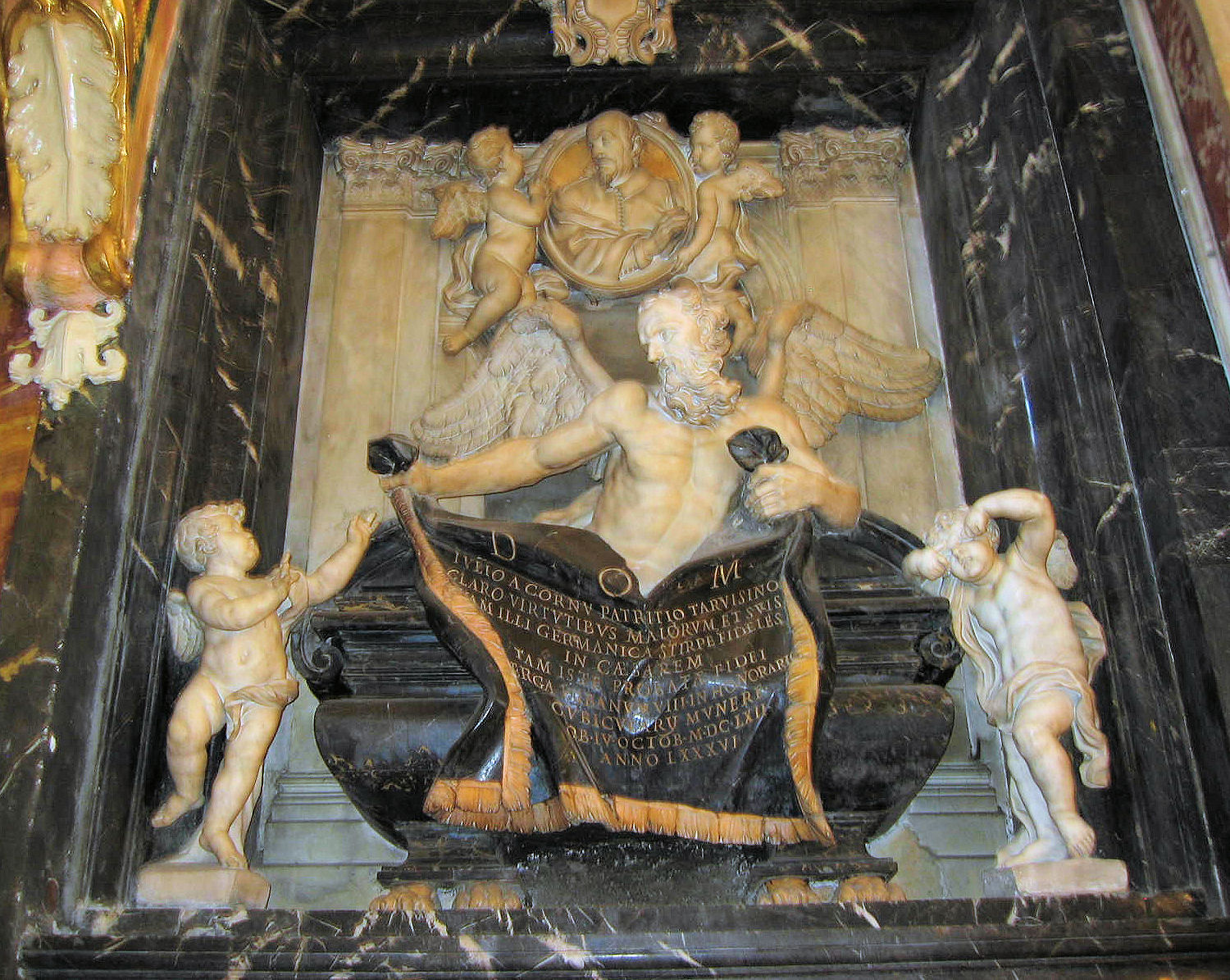
Monumento fúnebre a Giulio Del Corno, Iglesia di Gesù e Maria, Roma

Ercole Ferrata (Pellio Intelvi, 1610 - Roma, 10 de julio de 1686) fue un escultor italiano, uno de los máximos exponentes del barroco romano.

## Biografía
Alumno de Alessandro Algardi, junto con su condiscípulo Domenico Guidi colaboró con el maestro en la realización de la Visión de San Nicolás, para la iglesia de San Nicolás de Tolentino en los jardines de Salustio en Roma.
Ferrata se distanció progresivamente del clasicismo de Algardi y François Duquesnoy para acercarse al estilo más expresivo de Gian Lorenzo Bernini. Alrededor de 1660 ejecutó para la iglesia de Santa Inés en Agonía, una Santa Inés en la hoguera y un Martirio de Santa Emerenziana; bajo la dirección de Bernini realizó el Ángel con la cruz para  el puente Sant'Angelo y colaboró en la ejecución del elefante adosado al Obelisco de la Piazza della Minerva situado  ante la iglesia de Santa Maria sopra Minerva. En la iglesia de San Juan de los Florentinos creó para el sepulcro del cardenal Lelio Falconieri la representación de La Fe. También trabajó en Nápoles con Cosimo Fanzago y Giuliano Finelli. Realizó la estatua de Santa Catalina de la Capilla Chigi en la catedral de Siena, y con Francesco Aprile, la estatua de Santa Anastasia en la iglesia homónima de Roma, inspirada en el Éxtasis de la beata Ludovica Albertoni de Bernini.
En 1673 el Gran Duque de Toscana Cosme III de Médici le puso a cargo de la Academia de Villa Madama en Roma (con el escultor Ciro Ferri). Fue también restaurador de obras de estatuaria clásica, entre ellas el torso encontrado durante las obras de edificación de la iglesia de Santa María en Vallicella, y según algunas fuentes el brazo de la Venus de Médici.
Alumnos y colaboradores fueron Camillo Rusconi, Melchiorre Cafà y Giovanni Battista Foggini.